# Afrocarpus
Afrocarpus is de botanische naam van een geslacht van coniferen in de familie Podocarpaceae. De naam bestaat pas sinds 1989, toen ze gepubliceerd werd voor een aantal soorten bomen in Afrika (in ruime zin), die voorheen ingedeeld waren in het geslacht Podocarpus: vandaar ook de naam. De soorten komen voor op het eiland Sao Tomé en in Afrika van Ethiopië tot in Zuid-Afrika.

## Soorten
Volgens Aljos Farjon (1998) omvat het geslacht zes soorten:
- Afrocarpus dawei (Stapf) C.N.Page
- Afrocarpus falcatus (Thunb.) C.N.Page
- Afrocarpus gracilior (Pilg.) C.N.Page
- Afrocarpus mannii (Hook.f.) C.N.Page
- Afrocarpus usambarensis (Pilg.) C.N.Page

Acmopyle · 
Afrocarpus · 
Dacrycarpus · 
Dacrydium · 
Falcatifolium · 
Halocarpus · 
Lagarostrobos · 
Lepidothamnus · 
Manoao · 
Microcachrys · 
Microstrobos · 
Nageia · 
Parasitaxus · 
Podocarpus · 
Prumnopitys · 
Retrophyllum · 
Saxegothaea · 
Sundacarpus